# Marco Friedl
Marco Friedl (Kirchbichl, 16 maart 1998) is een Oostenrijks voetballer die doorgaans als linksback speelt.
Hij verruilde Bayern München in juli 2019 voor Werder Bremen, dat hem daarvoor al anderhalf jaar huurde. Friedl debuteerde in 2020 in het Oostenrijks voetbalelftal.

## Clubcarrière
Friedl speelde in de jeugd voor SV Kirchbichl en FC Kufstein en werd op tienjarige leeftijd opgenomen in de jeugdopleiding van Bayern München. Hij debuteerde in 2015 in het tweede elftal, terwijl hij ook nog deel uitmaakte van Bayern München –19. Friedl maakte op 22 november 2017 zijn debuut in de hoofdmacht, tijdens een met 1–2 gewonnen wedstrijd in de Champions League uit tegen RSC Anderlecht. Hij speelde die dag de hele wedstrijd. Friedls debuut in de Bundesliga volgde op 25 november 2017, uit tegen Borussia Mönchengladbach. Dit bleken zijn enige twee wedstrijden in het eerste elftal.
Bayern München verhuurde Frield in januari 2018 voor anderhalf jaar aan Werder Bremen. Hiervoor speelde hij in die periode zestien wedstrijden in de Bundesliga. Werder lijfde hem in juli 2019 vervolgens definitief in. Friedl groeide in seizoen 2019/20 uit tot een van de vaste basisspelers in Bremen. Dat bleef hij daarna ook in de jaren die volgden. Hij kwam op 28 september 2019 voor het eerst tot scoren in de Bundesliga. Hij bracht toen de 2–2 op het bord uit bij Borussia Dortmund. Dat was tevens de eindstand. Friedl degradeerde in 2020/21 met Werder Bremen naar de 2. Bundesliga, maar keerde een seizoen later met zijn teamgenoten terug op het hoogste niveau. Coach Ole Werner benoemde Friedl in juli 2022 tot aanvoerder van Werder Bremen.

## Interlandcarrière
Friedl maakte deel uit van bijna alle Oostenrijkse nationale jeugdselecties vanaf Oostenrijk –15. Hij nam met Oostenrijk –21 deel aan het EK –21 van 2019. Friedl debuteerde op 7 oktober 2020 in het Oostenrijks voetbalelftal. Bondscoach Franco Foda gaf hem toen een basisplaats in een oefeninterland tegen Griekenland. Hij behoorde ook tot Foda's selectie op het EK 2020, maar kwam hierop niet in actie.